# Elektraphididae
Elektraphididae (лат.) — вымершее семейство тлей из отряда полужесткокрылые насекомые (Sternorrhyncha). Меловой период и палеоген (Европа, Азия). Около 10 видов.

## Описание
Мелкие грудохоботные полужесткокрылые насекомые, длина около 2 мм. Ринарии округлённые. Усики короткие, 5-члениковые. Лёт крылатых особей происходил в тёплый период года (у близкой группы Adelgidae, наоборот — в холодный сезон). Жили в меловом периоде и палеогене (в промежутке от 85,8 до 2,6 млн лет): эоцен (балтийский янтарь, Дания, Великобритания), мел (таймырский янтарь, Россия) и полностью вымерла в плиоцене. Elektraphididae сближают с семействами Adelgidae, Mesozoicaphididae, Phylloxeridae. Разные авторы придерживаются разных взглядов на систематическое положение семейства и включают его в состав таких надсемейств как Aphidoidea Latreille, 1802, Adelgoidea или Phylloxeroidea Herrich-Schaeffer, 1854.
- Род † Antonaphis Kononova, 1977
  - † Antonaphis affinis Kononova, 1977
  - † Antonaphis brachycera Kononova, 1977
- Род † Schizoneurites Cockerell, 1915[8]
  - = Antiquaphis Heie, 1967[6]
  - = Elektraphis Steffan, 1968
  - † Schizoneurites brevirostris Cockerell, 1915
  - † Schizoneurites electri (Heie, 1967)[6]
  - † Schizoneurites fossilis (Heie, 1967)
  - † Schizoneurites lindrothi (Steffan & Schlüter, 1981)
  - † Schizoneurites obliquus Heie, 1976[2]
  - † Schizoneurites polykrypta Steffan, 1968[1]
    - =Elektraphis polycripta Kononova, 1976

  - † Schizoneurites robustus (Heie, 1967)
  - † Schizoneurites similis (Heie, 1967)[6]
  - † Schizoneurites zherichini Heie, 1989
- Род † Skalskiana Wegierek, 1996
  - † Skalskiana malakiae Wegierek, 1996
- Род † Sklaskiana
  - † Sklaskiana malakiae
- Род † Tajmyrella Kononova, 1976 — Таймыр[9]
  - † Tajmyrella cretacea Kononova, 1976